# Posadas (Misiones)
 For alternative betydninger, se Posadas (flertydig). (Se også artikler, som begynder med Posadas)
Posadas er en by i den nordøstlige del af Argentina med et indbyggertal på ca. 275.988 (2010) indbyggere. Den er hovedstad i provinsen Misiones og ligger på grænsen til nabolandet Paraguay.